# Paraguay op de Olympische Zomerspelen 1996
Paraguay nam deel aan de Olympische Zomerspelen 1996 in Atlanta, Verenigde Staten. Er werden geen medailles gewonnen.

## Deelnemers en resultaten

### Atletiek
| Olympiër            | Discipline       | Resultaat | Prestatie                             |
| ------------------- | ---------------- | --------- | ------------------------------------- |
| Ramón Jiménez-Gaona | discuswerpen (m) | 16e       | kwalificatie groep B: 8ste met 61,36m |
| Edgar Baumann       | speerwerpen (m)  | 16e       | kwalificatie groep A: 11de met 77,74m |

### Judo
| Olympiër    | Discipline | Resultaat | Prestatie                                           |
| ----------- | ---------- | --------- | --------------------------------------------------- |
| Jorge Pacce | -71kg (m)  | 21e       | 1ste ronde: vrij 2de ronde: V van TUR Abanoz: ippon |

### Schermen
| Olympiër     | Discipline | Resultaat | Prestatie                         |
| ------------ | ---------- | --------- | --------------------------------- |
| Bruno Cornet | sabel (m)  | 40e       | 1ste ronde: V van POL Olech: 2-15 |

### Zeilen
| Olympiër              | Discipline | Resultaat | Prestatie                                         |
| --------------------- | ---------- | --------- | ------------------------------------------------- |
| Constantino Scarpetta | laser      | 53e       | 450 punten: (51-46-53-DNF-51-DNF-DSQ-46-51-52-43) |

### Zwemmen
| Olympiër         | Discipline         | Resultaat | Prestatie             |
| ---------------- | ------------------ | --------- | --------------------- |
| Alfredo Carrillo | 50m vrije slag (m) | 57e       | serie 2: 4de in 24,91 |
|                  |                    |           |                       |
| Verónica Prono   | 50m vrije slag (v) | 49e       | serie 1: 3de in 28,40 |

Afghanistan · Albanië · Algerije · Amerikaanse Maagdeneilanden · Amerikaans-Samoa · Andorra · Angola · Antigua‑Barbuda · Argentinië · Armenië · Aruba · Australië · Azerbeidzjan · Bahama's · Bahrein · Bangladesh · Barbados · België · Belize · Benin · Bermuda · Bhutan · Bolivia · Bosnië en Herzegovina · Botswana · Brazilië · Britse Maagdeneilanden · Brunei · Bulgarije · Burkina Faso · Burundi · Cambodja · Canada · Centraal-Afrikaanse Republiek · Chili · China · Chinees Taipei · Colombia · Comoren · Congo-Brazzaville · Cookeilanden · Costa Rica · Cuba · Cyprus · Denemarken · Djibouti · Dominica · Dominicaanse Republiek · Duitsland · Ecuador · Egypte · El Salvador · Equatoriaal-Guinea · Estland · Ethiopië · Fiji · Filipijnen · Finland · Frankrijk · Gabon · Gambia · Georgië · Ghana · Grenada · Griekenland · Groot-Brittannië · Guam · Guatemala · Guinee · Guinee-Bissau · Guyana · Haïti · Honduras · Hongarije · Hongkong · Ierland · IJsland · India · Indonesië · Irak · Iran · Israël · Italië · Ivoorkust · Jamaica · Japan · Jemen · Joegoslavië · Jordanië · Kaaimaneilanden · Kaapverdië · Kameroen · Kazachstan · Kenia · Kirgizië · Koeweit · Kroatië · Laos · Lesotho · Letland · Libanon · Liberia · Libië · Liechtenstein · Litouwen · Luxemburg ·  Macedonië · Madagaskar · Malawi · Malediven · Maleisië · Mali · Malta · Marokko · Mauritanië · Mauritius · Mexico · Moldavië · Monaco · Mongolië · Mozambique · Myanmar · Namibië · Nauru · Nederland · Nederlandse Antillen · Nepal · Nicaragua · Nieuw-Zeeland · Niger · Nigeria · Noord-Korea · Noorwegen · Oeganda · Oekraïne · Oezbekistan · Oman · Oostenrijk · Pakistan · Palestina · Panama · Papoea-Nieuw-Guinea · Paraguay · Peru · Polen · Portugal · Puerto Rico · Qatar · Roemenië · Rusland · Rwanda · Saint Kitts en Nevis · Saint Lucia · Saint Vincent en Grenadines · Salomonseilanden · Samoa · San Marino · Sao Tomé en Principe · Saoedi-Arabië · Senegal · Seychellen · Sierra Leone · Singapore · Slovenië · Slowakije · Soedan · Somalië · Spanje · Sri Lanka · Suriname · Swaziland · Syrië · Tadzjikistan · Tanzania · Thailand · Togo · Tonga · Trinidad en Tobago · Tsjaad · Tsjechië · Tunesië · Turkije · Turkmenistan · Uruguay · Vanuatu · Venezuela · Verenigde Arabische Emiraten · Verenigde Staten · Vietnam · Wit-Rusland · Zaïre · Zambia · Zimbabwe · Zuid-Afrika · Zuid-Korea · Zweden · Zwitserland